# Locomotive FNM 61-62
Le locomotive 61 ÷ 62 delle Ferrovie Nord Milano erano un gruppo di locotender di rodiggio 0-3-0.
La prima unità, numerata inizialmente 40 e battezzata "Brianza", venne costruita nel 1885 dalla Maschinenfabrik Esslingen; due anni dopo venne costruita una seconda unità, numerata però 61 e battezzata "Ausonia", e contemporaneamente la 40 venne rinumerata 62. Il cambio di numerazione fu deciso per non sovrapporsi alla nuova locomotiva 41, in quel momento in costruzione.
Nonostante ne fosse prevista la riclassificazione nel gruppo 260, le due locomotive vennero radiate dal parco FNM rispettivamente nel 1941 e nel 1939 e vendute ad altre imprese ferroviarie; in particolare la 61 pervenne alla Ferrovia Centrale Umbra, che la utilizzò sulla linea Umbertide-Sansepolcro fino al 1959.